# Finley Point
Finley Point é uma Região censo-designada localizada no estado americano de Montana, no Condado de Lake.

## Demografia
Segundo o censo americano de 2000, a sua população era de 493 habitantes.

## Geografia
De acordo com o United States Census Bureau tem uma área de
29,5 km², dos quais 11,1 km² cobertos por terra e 18,4 km² cobertos por água.

## Localidades na vizinhança
O diagrama seguinte representa as localidades num raio de 12 km ao redor de Finley Point.